# Parablennius intermedius
 Parablennius intermedius és una espècie de peix de la família dels blènnids i de l'ordre dels perciformes.

## Morfologia
Els mascles poden assolir els 12 cm de longitud total.

## Distribució geogràfica
Es troba a Austràlia.